# RAF Ascension Island
La base aérea RAF Ascension Island (IATA: ASI, OACI: FHAW) (también conocida como Wideawake Airfield o Ascension Island Base) es una base militar de la Real Fuerza Aérea británica en la isla Ascensión, en el océano Atlántico Sur. Forma parte de la British Forces South Atlantic Islands (BFSAI).

## Historia
En 1939 la Ascensión se convirtió en una importante estación de radio HF/DF cubriendo rutas comerciales. Después de que Estados Unidos entró en la Segunda Guerra Mundial, una pista de aterrizaje fue construida utilizando un grupo de trabajo estadounidense. Desde allí fue conocido como "Wideawake" por una colonia de charranes sombríos (Onychoprion fuscatus), que se ubicaba cerca de allí.
El primer avión en aterrizar en la isla de Ascensión fue un Fairey Swordfish del HMS Archer en 1942. En 1943 las Fuerzas Aéreas del Ejército de los Estados Unidos creó el aeródromo, por acuerdo con el gobierno británico. El campo de aviación fue abandonado al final de la guerra y cayó en desuso. Los estadounidenses regresaron en 1956, y volvieron a abrir el campo de aviación en 1957. La pista fue alargada y ensanchada a mediados de 1960 para permitir aeronaves más grandes. La Fuerza Aérea Estadounidense en ese entonces, y más tarde la NASA establecieron instalaciones de seguimiento de misiles basados en Cerro Gato. Aunque las operaciones de la NASA finalizaron en 1967, la Fuerza Aérea continúa sus operaciones, en su mayoría con contratistas.
La base volvió a ser guarnecida por la Royal Air Force en 1982 y se utilizó ampliamente como una base de puesta en escena durante la guerra de las Malvinas. La base sigue siendo parada para vuelos a las islas Malvinas, tanto para la RAF y la Fuerza Aérea de los Estados Unidos.

## Operaciones

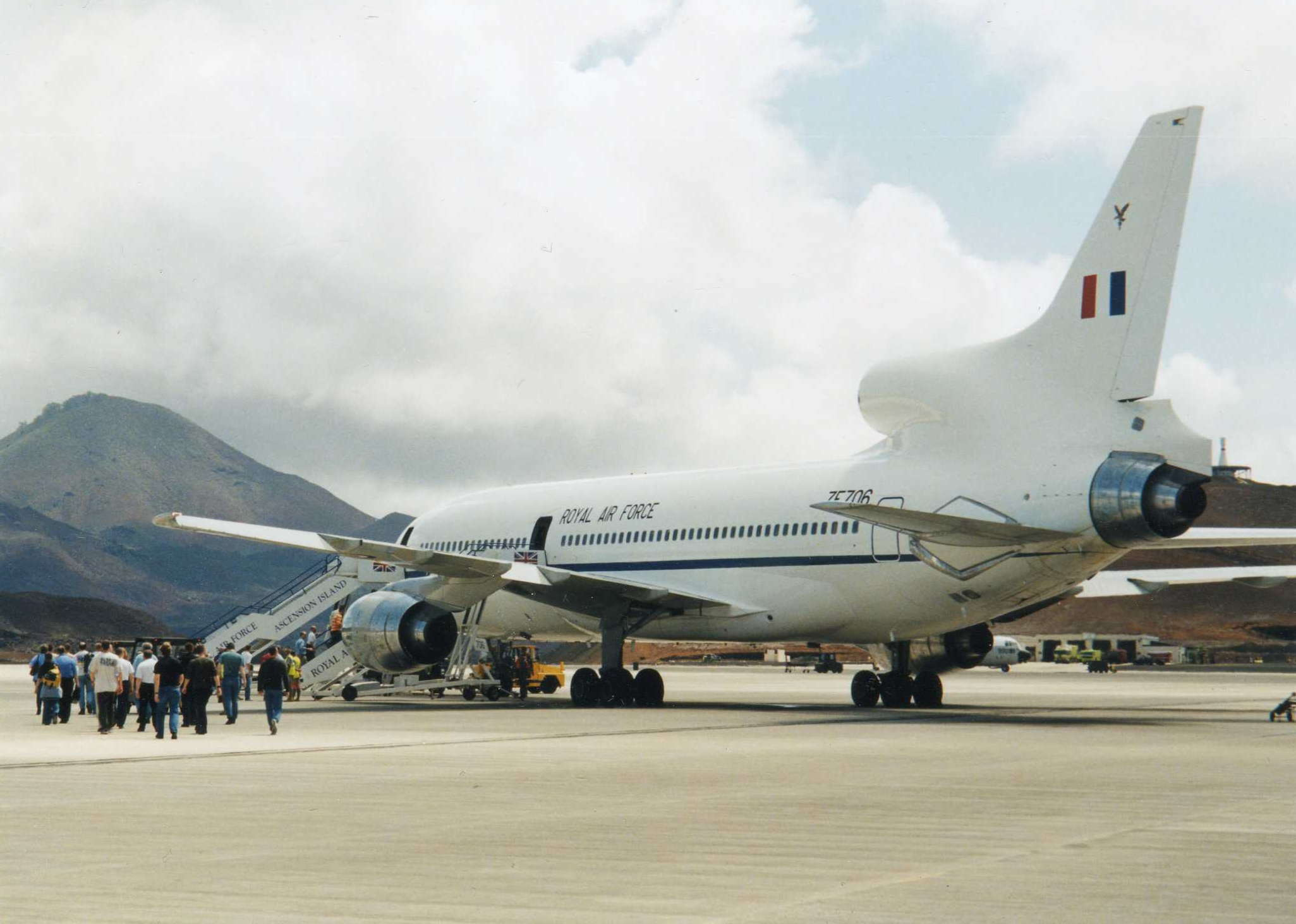
El RAF TriStar reabasteciéndose en Ascensión durante una parada en el camino a las islas Malvinas.

La estación está bajo la jurisdicción general del comandante de las Fuerzas Británicas Islas del Atlántico Sur, un oficial de rango de una estrella. A partir de 2013, está a cargo del comodoro Russ LaForte. Cuenta con un personal de alrededor de mil efectivos.
La presencia de la RAF en la Ascensión está respaldada por Fuerza Aérea de los Estados Unidos, que aportan un número similar de personal de servicio para garantizar el funcionamiento eficaz de la estación, bajo el mando del capitán Eduard Rodriguez, quien es el responsable de la estación de la Royal Air Force Commander.
La RAF Isla Ascensión es también el punto de reabastecimiento de combustible para la Brigada Aérea del Ministerio de Defensa en el Atlántico Sur hacia la Base Aérea de Mount Pleasant, en las islas Malvinas, y la Base Aérea de Brize Norton en Oxfordshire, en el Reino Unido.
La base en Ascensión también sirve como un aeropuerto en caso de desvíos de vuelos que cruzan el Atlántico. En enero de 2013, un Boeing 777-232LR de Delta Air Lines que se desde Johannesburgo a Atlanta fue desviado a la Ascensión, como resultado de problemas en el motor.

## Aerolíneas y destinos
- Hifly
  - Lisboa / Aeropuerto de Portela
  - Londres / Aeropuerto de Londres-Gatwick
  - Isla de Sal, Cabo Verde / Aeropuerto Internacional Amílcar Cabral
  - Islas Malvinas / Base Aérea de Mount Pleasant

- /  LATAM
  - São Paulo / Aeropuerto Internacional de Guarulhos[cita requerida]
  - Dakar / Aeropuerto Internacional Blaise Diagne (Inicia próximamente)[cita requerida]

- AirTanker Services
  - Oxfordshire / Base Aérea de Brize Norton
  - Islas Malvinas / Base Aérea de Mount Pleasant

### Aerolíneas y destinos que cesaron operaciones
- Flyglobespan
  - Islas Malvinas / Base Aérea de Mount Pleasant
  - Oxfordshire / Base Aérea de Brize Norton

- Air Seychelles
  - Islas Malvinas / Base Aérea de Mount Pleasant
  - Oxfordshire / Base Aérea de Brize Norton